# Hephaestion annulatum
Hephaestion annulatum är en skalbaggsart som beskrevs av Philippi F. 1859. Hephaestion annulatum ingår i släktet Hephaestion och familjen långhorningar. Inga underarter finns listade i Catalogue of Life.